# Gedion Zelalem
Gedion Zelalem (* 26. Januar 1997 in Berlin) ist ein deutsch-amerikanischer Fußballspieler, der seit Oktober 2024 bei Lokomotiva Zagreb unter Vertrag steht.

## Karriere

### Im Verein

#### Jugend
Zelalem begann im Alter von fünf Jahren, Fußball zu spielen. Er wuchs zunächst in Deutschland als Sohn äthiopischer Eltern auf und spielte für BFC Germania 1888 und Hertha BSC. Er zog im Jahr 2007 im Alter von neun Jahren mit seiner Familie in die Vereinigten Staaten. Er setzte seine Entwicklung bei MSC United und Bethesda Soccer Club fort, bevor er beim Club-Team Olney Rangers spielte. Ein Scout des FC Arsenal, Daniel Karbassiyoon, entdeckte Zelalem bei einem Spiel für die Olney Rangers während eines Dallas-Cup-Spiels. Nach Kontaktaufnahme mit seinen Trainern wurde Zelalem nach London für das Sommertraining zur Arsenal-Jugendakademie geflogen. Nach dem Ende dieses Lagers wurde ihm ein fester Platz in der Akademie angeboten.

#### FC Arsenal und Leihstationen
Zelalem begann bei Arsenal im U-16-Kader zu spielen und wurde im April 2013 in den U-21-Kader befördert. Sein Debüt für die U-21 spielte er gegen den FC Liverpool; Arsenal verlor 2:3 an der Anfield Road. Wenige Tage später machte er beim 3:2-Sieg über die Wolverhampton Wanderers sein nächstes Spiel.
Im Juli 2013 wurde Zelalem in Arsenals 24-Mann-Kader für eine Reise nach Asien nominiert. Er bot starke Leistungen gegen Indonesien, Vietnam und Japan. Er blieb in der Mannschaft für das Emirates-Cup-Spiel gegen Galatasaray Istanbul am 4. August 2013 (1:2). Zelalem saß beim zweiten Ligaspiel der Saison auf der Bank, einem 3:1-Sieg gegen den FC Fulham am 24. August, kam aber nicht zum Einsatz. Im September 2013 erlitt er eine Verletzung, die ihn für bis zu zwei Monate pausieren ließ. Er kehrte für Arsenals Jugendteam in einem UEFA-Youth-League-Spiel bei Borussia Dortmund am 6. November 2013 zurück. Er spielte das gesamte Spiel, das 2:2 endete.
Am 24. Januar 2014 debütierte der Deutsche im FA-Cup-Kader von Arsenal. Er kam in der 71. Minute beim 4:0-Heimsieg gegen Coventry City als Ersatz für Alex Oxlade-Chamberlain auf das Spielfeld. Am 9. Dezember 2014 debütierte Zelalem in der UEFA Champions League, als er beim 4:1-Auswärtssieg gegen Galatasaray Istanbul zur zweiten Halbzeit für Mathieu Flamini eingewechselt wurde.

##### Rangers (Leihe)
Im August 2015 wurde seine Leihe bis Januar 2016 zu den Glasgow Rangers in die Scottish Championship bekannt gegeben. Die Leihe wurde später bis zum Saisonende verlängert. Mit den Rangers gelang ihm der Aufstieg in die 1. Liga, zudem gewann er mit der Mannschaft den Challenge Cup. In der Sommerpause kehrte Zelalem zurück nach London.

##### VVV-Venlo (Leihgabe)
Am 24. Januar 2017 verlängerte Zelalem seinen Vertrag bei Arsenal und wurde in der Folge für die gesamte Rückrunde der Saison 2016/17 in die Niederlande, nach VVV-Venlo, in die zweite niederländische Fußballliga ausgeliehen. Er lief während dieser Periode insgesamt neun Mal für den Klub auf und stieg mit dem Verein als Ligameister direkt auf.

#### Wechsel in die USA
Am 11. März 2019 wechselte Zelalem in die Major League Soccer zu Sporting Kansas City. Er erhielt beim Franchise aus Kansas City, Kansas einen Vertrag bis zum Ende der Saison 2019 mit einer Option auf zwei weitere Spielzeiten. Zunächst spielte Zelalem beim Farmteam, den Swope Park Rangers, in der USL Championship. Nach 9 MLS-Einsätzen und 7 Einsätzen (ein Tor) für die Swope Park Rangers verließ Zelalem das Franchise am Saisonende.
Zur Saison 2020 wechselte Zelalem innerhalb der MLS zum New York City FC. Verletzungsbedingt verpasste er dort einen Großteil der Spielzeit sowie auch der anschließenden Saison 2021. Ab dem Herbst 2021 erhielt er wieder regelmäßig Spielzeit als Einwechselspieler und konnte mit der Mannschaft mit dem MLS Cup die Meisterschaft gewinnen.

#### FC Den Bosch
Nachdem sein zum Jahresende 2022 auslaufender Vertrag in New York nicht verlängert worden war, kehrte Zelalem Ende Januar 2023 nach Europa zurück und schloss sich dem niederländischen Zweitligisten FC Den Bosch an. Ende August löste er seinen Vertrag auf.

#### Lokomotiva Zagreb
Anfang Oktober 2024 unterschrieb er beim kroatischen Erstligisten Lokomotiva Zagreb.

### Nationalmannschaft
Zelalem trainierte zunächst mit der U-15-Mannschaft der USA, ohne eine Spielberechtigung zu haben. Stattdessen spielte er zwischen 2012 und 2013 zweimal für die deutsche U-15-Nationalmannschaft, achtmal für die U-16-Auswahl und einmal für die U-17-Auswahl. Als Sohn äthiopischer Eltern ist Zelalem berechtigt die Nationalmannschaft von Äthiopien zu vertreten. Im Oktober 2013 beteuerten Sewnet Bishaw, der damalige Trainer der äthiopischen Nationalmannschaft, und Tedros Adhanom, Generalsekretär der WHO, in einer öffentlichen Erklärung, dass sie hofften, dass Zelalem sich für sein Heimatland entscheiden würde. Dieser lehnte jedoch ab und entschied sich gegen Äthiopien.
2015 wechselte Zelalem zum amerikanischen Verband und gab am 19. Mai in einem Freundschaftsspiel gegen Australien sein Debüt für die U-20-Nationalmannschaft der USA. Danach nahm er an der U-20-Weltmeisterschaft in Neuseeland teil. Beim CONCACAF-Qualifikationsturnier 2015 für die Olympischen Sommerspiele 2016 spielte er außerdem für die U-23-Auswahl der USA.

## Persönliches Leben
Zelalems Mutter verstarb im Jahre 2006, unmittelbar nach der Auswanderung nach den USA mit seinem Vater desselben Jahres. Zelalem, der im Alter von neun Jahren in die Vereinigten Staaten zog, nahm im Dezember 2014 im Alter von 17 Jahren die amerikanische Staatsbürgerschaft an. Dies war aufgrund des Child Citizenship Act möglich, der es minderjährigen Nachkommen eingebürgerter Eltern – Zelalems Vater war ebenfalls 2014 eingebürgert worden – erlaubt, ebenfalls US-Bürger zu werden.

## Erfolge und Titel
Glasgow Rangers
- Scottish Championship: 2016
- Scottish League Challenge Cup: 2016

VVV-Venlo
- Eerste Divisie : 2016–17

New York City
- Meister der Major League Soccer: 2021